# Revenge of the 'Gator
Revenge of the 'Gator, i Europa känt som Pinball: Revenge of the Gator och i Japan känt som Pinball: 66 Hiki no Wani Daikoushin (ピンボール　66匹のワニ大行進?), är ett flipperspel utvecklat och utgivet av HAL Laboratory till Game Boy 1989, samt till Nintendo 3DS Virtual Console 2013.
Spelet går ut på att få så många poäng som möjligt, utan att alligatorn äter upp flipperkulan.

### Fotnoter
1. ↑  "Dracobolt". ”Revenge of the 'Gator” (på engelska). Gamefaqs. http://www.gamefaqs.com/gameboy/585877-revenge-of-the-gator/reviews/review-116481. Läst 4 maj 2014.